# Illa Bauçà
L ' illa Bauçá, es troba a Nova Zelanda. Se situa just al sud de l'illa Secretary a la sortida del fiord Doubtful Sound, al Parc nacional de Fiordland, a l'Illa del Sud. L'accés al fiord es fa pel pas Patea, de menys d'un quilòmetre d'amplada. Al nord, illa Bauçà està separada de l'illa Secretary per l'estret canal Te Awaatu (també anomenat The Gut), amb 200 m al punt més estret. Les aigües que separen ambdues illes per la Reserva Marina del Canal Te Awaatu. El canal és solcat sovint per vaixells d'excursió del fiord Doubtful Sound.
L´illa Bauçà està deshabitada. Va rebre el seu nom del mallorquí Felip Bauçà Canyes, cartògraf en cap de l'Expedició Malaspina, viatge científic i polític a Amèrica, Oceania i Àsia, desenvolupat entre 1789 i 1794, organitzat per la Corona espanyola.

## Conservació
Sent l'illa Bauçà relativament petita, té tanmateix, un gran valor natural. Hi ha un arbust originari de l'illa. L'ermini va ser l'únic animal invasor que s'hi va aclimatar, d'on se'l va erradicar entre el 2002 i el 2004 a base de trampes. Així, aquesta és una de les nou illes de la regió de Fiorland que actualment no tenen espècies animals invasores.
Cal dir que el 2003, abans de l'erradicació de l'armiño, es va portar a l'illa un grup de tiekes de l'illa del Sud, que van ser caçats pels erminis. Després de l'erradicació, el 2010, es van tornar a alliberar amb èxit 39 tekes procedents de l'illa Breaksea.